# تعداد العراق 2024
التعداد العام للسكان والمساكن في العراق لعام 2024، هو التعداد العاشر في تاريخ العراق، بعد انقطاع دام 27 عامًا، وأُجريَّ بين يومي 20-21 تشرين الثاني/نوفمبر 2024، وهو أول تعداد سكاني شامل في العراق بعد الاحتلال الأمريكي للعراق عام 2003.
وأظهرت البيانات الأولية للوزارة في 25 نوفمبر/تشرين الثاني 2024، أن عدد سكان العراق من ضمنهم الأجانب واللاجئين يقدر بنحو 45 مليون و407 ألف و895 نسمة.
وأعلن العراق في 24 فبراير/ شباط 2025، أن إجمالي عدد سكان العراق وإقليم كردستان وفق النتائج النهائية، يبلغ 46 مليون و118 ألف و793 نسمة، بحسب بيان لوزارة التخطيط.

## خلفية
تنص المادة 11 من قانون الإحصاء ونظم المعلومات الجغرافية لعام 2023 بأن يجري تعداد عام للسكان والمساكن كل 10 سنوات. وقد أجري أول تعداد لنفوس العراق عام 1920 على يد الإدارة البريطانية للعراق، ثم تبعه تعداد عام 1927 والذي ألغيت نتائجه لكثرة الأخطاء التي رافقت العملية، ثم تعداد عام 1934 الذي أجري لغرض الانتخابات، ثم تعداد 1947 والذي نجح نجاحًا كبيرًا مما دعى حكومة المملكة العراقية لإقرار قانون يقضي بإجراء تعداد للسكان كل 10 سنوات. وكان تعداد 1957 آخر تعداد في العهد الملكي وتعداد عام 1965 أول تعداد في العهد الجمهوري، ثم تعداد 1977 و1987 وآخرها عام 1997 ولتفشل الحكومة بإقامة تعداد عام 2007 و2009 و2017 بسبب التطورات الأمنية المتصاعدة، ليتوقف التعداد لمدة 27 سنة.

## الأهمية
لا تقتصر أهمية التعداد على توفير معلومات دقيقة فقط، بل على أبعاد سياسية كذلك، فبالرغم من عدم احتواء التعداد على القومية أو المذهب إلا إنه سيساعد على حل مسألة المناطق المتنازع عليها بين الحكومة المركزية وحكومة إقليم كردستان. وخصوصًا في محافظة كركوك التي يشكل سكانها مزيجًا بين العرب والكرد والتركمان.
تزعم مصادر بأن أعدادًا كبيرة من الأكراد توافدوا إلى كركوك في يوم التعداد بغية إحداث تغيير ديموغرافي، بالرغم من ذلك فإن هذه الخطوة سوف تؤثر على المحافظات الكردية لأن التعداد لا يشمل القومية.

## الهدف من التعداد
بحسب الحكومة فإن الهدف الأساسي من التعداد توفير قاعدة بيانات رئيسية لدعم وتيرة التنمية في العراق، حيث أطلقت الحكومة شعار «التعداد السكاني ركيزة التنمية» لتوضيح الأهداف الرئيسية من التعداد.
حيث تشدد الحكومة أنه لا توجد أهداف سياسية أو طائفية، وإن التعداد ضروري لتوزيع الموازنة المالية بين المحافظات حسب الحاجة والوضع الاقتصادي لكل محافظة.

## آلية التعداد

### مرحلة التدريب
في هذه المرحلة أطلقت وزارة التخطيط، استمارة التطوع للعمل كباحث في تعداد، حيث تم تدريب الباحثين للعمل كفرق جوالة في مناطق سكناهم. وقد بلغ عدد الباحثين أكثر من 40 ألفًا.

### مرحلة الحصر والترقيم
هذه المرحلة هي مرحلة حصر وترقيم المساكن والدور، لتوفير معلومات أولية تسهل التعداد العام، واستمرت هذه المرحلة 60 يوم بدءً من الأول من أيلول/سبتمبر حتى أوائل تشرين الثاني/نوفمبر.

### مرحلة التعداد
وفي هذه المرحلة عُطّل الدوام الرسمي وفُرض حظر تجوال مدة يومين 20 إلى 21 تشرين الثاني/نوفمبر 2024، لتقوم الفرق الجوالة بزيارة المواطنين في مساكنهم، وتدوين بياناتهم في استمارة التعداد.

## النتائج

### النتائج الأولية
أعلن رئيس الوزراء محمد شياع السوداني في مؤتمر صحفي يوم 25 تشرين الثاني/ نوفمبر النتائج الأولية للتعداد السكاني، على أن تعلن النتائج النهائية بعد أقل من شهرين. وكانت النتائج:
| بيانات السكان                              |                                          |            |
| عدد السكان الكلي مُتضمّنة اللاجئين والوافدين | 45,407,895                               | 45,407,895 |
| عدد ونسبة الذكور                           | 22,784,062                               | %50.18     |
| عدد ونسبة الإناث                           | 22,623,833                               | %49.82     |
| البيئة المعيشية                            |                                          |            |
| سكان الحضر                                 | سكان الحضر                               | %70.3      |
| سكان الريف                                 | سكان الريف                               | %29.3      |
| الأسرة                                     |                                          |            |
| متوسط حجم الأسرة                           | 5.3                                      | 5.3        |
| عدد الأسر                                  | 7,898,588                                | 7,898,588  |
| نسبة الأسر التي ترأسها امرأة               | %11.33                                   | %11.33     |
| الفئات العمرية                             |                                          |            |
| نسبة السكان دون سن العمل (أقل من 15 سنة)   | نسبة السكان دون سن العمل (أقل من 15 سنة) | %36.1      |
| نسبة السكان في سن العمل (15- 64 سنة)       | نسبة السكان في سن العمل (15- 64 سنة)     | %60.2      |
| نسبة السكان فوق سن العمل (65 سنة فأكثر)    | نسبة السكان فوق سن العمل (65 سنة فأكثر)  | %3.7       |
| المساكن                                    |                                          |            |
| عدد المساكن                                | 8,037,221                                | 8,037,221  |
| نسبة البيوت                                | نسبة البيوت                              | %92.1      |
| نسبة الشقق السكنية                         | نسبة الشقق السكنية                       | %6.6       |
| نسبة المساكن الأخرى (بيوت طينية وخيام)     | نسبة المساكن الأخرى (بيوت طينية وخيام)   | %1.3       |

### النتائج النهائية
في يوم 24 شباط/فبراير 2025 أعلن وزير التخطيط محمد علي تميم في مؤتمر كبير أقيم في فندق بابل في العاصمة بغداد حضره نائب ممثل الأمين العام للأمم المتحدة في العراق وبعض المحافظين وكبار المسؤولين في الدولة عن النتائج الأساسية النهائية للمرحلة الأولى والثانية من التعداد العام للسكان والمساكن لعام 2024.
وفي يوم 26 شباط/فبراير 2025 أعلنت وزارة التخطيط في مؤتمر عقد في مقر الوزارة عن النتائج النهائية للمسح الإقتصادي والإجتماعي لعموم العراق والذي يمثل المرحلة الثالثة من التعداد.
وكانت النتائج النهائية كالآتي:
| بيانات السكان                                                       |                                                                     |                      |
| عدد السكان الكلي (مُتضمّنة اللاجئين والوافدين)                        | 46,118,793                                                          | 46,118,793           |
| الجنس                                                               |                                                                     |                      |
| عدد ونسبة الذكور                                                    | 23,161,604                                                          | %50.22               |
| عدد ونسبة الإناث                                                    | 22,957,189                                                          | %49.78               |
| نسبة الذكور إلى الإناث                                              | 101 ذكر لكل 100 أنثى                                                | 101 ذكر لكل 100 أنثى |
| البيئة المعيشية                                                     |                                                                     |                      |
| سكان الحضر                                                          | سكان الحضر                                                          | %70.17               |
| سكان الريف                                                          | سكان الريف                                                          | 29.83                |
| الحالة الإجتماعية                                                   |                                                                     |                      |
| متوسط العمر عند الزواج الأول (لكلا الجنسين)                         | متوسط العمر عند الزواج الأول (لكلا الجنسين)                         | 22.24 سنة            |
| متوسط العمر عند الزواج الأول (للذكور)                               | متوسط العمر عند الزواج الأول (للذكور)                               | 24.06 سنة            |
| متوسط العمر العمر عند الزواج الأول (للإناث)                         | متوسط العمر العمر عند الزواج الأول (للإناث)                         | 20.70 سنة            |
| العمر الوسيط للمتزوجين (الذكور)                                     | العمر الوسيط للمتزوجين (الذكور)                                     | 23 سنة               |
| العمر الوسيط للمتزوجين (الإناث)                                     | العمر الوسيط للمتزوجين (الإناث)                                     | 20 سنة               |
| نسبة المتزوجين (لكلا الجنسين)                                       | نسبة المتزوجين (لكلا الجنسين)                                       | %54.01               |
| نسبة العزاب (لكلا الجنسين)                                          | نسبة العزاب (لكلا الجنسين)                                          | %41.6                |
| نسبة المنفصلين (لكلا الجنسين)                                       | نسبة المنفصلين (لكلا الجنسين)                                       | %0.24                |
| نسبة المطلقين (لكلا الجنسين)                                        | نسبة المطلقين (لكلا الجنسين)                                        | %1.28                |
| نسبة الأرامل (لكلا الجنسين)                                         | نسبة الأرامل (لكلا الجنسين)                                         | %2.8                 |
| الصحة                                                               |                                                                     |                      |
| معدل الخصوبة                                                        | معدل الخصوبة                                                        | 3.9                  |
| نسبة المصابين بالأمراض المزمنة                                      | نسبة المصابين بالأمراض المزمنة                                      | %15.20               |
| معدل وفيات الأمهات                                                  | معدل وفيات الأمهات                                                  | %26.70               |
| الأسرة                                                              |                                                                     |                      |
| عدد الأسر                                                           | 7,898,588                                                           | 7,898,588            |
| متوسط حجم الأسرة                                                    | 5.9                                                                 | 5.9                  |
| نسبة الأسر التي يرأسها رجل                                          | %89.67                                                              | %89.67               |
| نسبة الأسر التي ترأسها امرأة                                        | %11.33                                                              | %11.33               |
| نسبة الأسر التي تمتلك البطاقة التموينية                             | نسبة الأسر التي تمتلك البطاقة التموينية                             | %96.40               |
| الفئات العمرية                                                      |                                                                     |                      |
| نسبة السكان دون سن (5 سنوات)                                        | نسبة السكان دون سن (5 سنوات)                                        | %11.16               |
| نسبة السكان دون سن العمل (5 - 14 سنة)                               | نسبة السكان دون سن العمل (5 - 14 سنة)                               | %24.74               |
| نسبة السكان في سن العمل (15 - 64 سنة)                               | نسبة السكان في سن العمل (15 - 64 سنة)                               | %60.44               |
| نسبة السكان فوق سن العمل (65 سنة فأكثر)                             | نسبة السكان فوق سن العمل (65 سنة فأكثر)                             | %3.66                |
| نسبة الذكور دون سن (5 سنوات)                                        | نسبة الذكور دون سن (5 سنوات)                                        | %5.71                |
| نسبة الإناث دون سن (5 سنوات)                                        | نسبة الإناث دون سن (5 سنوات)                                        | %5.45                |
| نسبة الذكور بين سن (5 - 9 سنوات)                                    | نسبة الذكور بين سن (5 - 9 سنوات)                                    | %6.08                |
| نسبة الإناث بين سن (5 - 9 سنوات)                                    | نسبة الإناث بين سن (5 - 9 سنوات)                                    | %6.83                |
| نسبة الذكور بين سن (10 - 14 سنة)                                    | نسبة الذكور بين سن (10 - 14 سنة)                                    | %6.53                |
| نسبة الإناث بين سن (10 - 14 سنة)                                    | نسبة الإناث بين سن (10 - 14 سنة)                                    | %6.30                |
| نسبة الذكور بين سن (15 - 19 سنة)                                    | نسبة الذكور بين سن (15 - 19 سنة)                                    | %5.76                |
| نسبة الإناث بين سن (15 - 19 سنة)                                    | نسبة الإناث بين سن (15 - 19 سنة)                                    | %5.55                |
| نسبة الذكور بين سن (20 - 24 سنة)                                    | نسبة الذكور بين سن (20 - 24 سنة)                                    | %4.74                |
| نسبة الإناث بين سن (20 - 24 سنة)                                    | نسبة الإناث بين سن (20 - 24 سنة)                                    | %4.56                |
| نسبة الذكور بين سن (25 - 29 سنة)                                    | نسبة الذكور بين سن (25 - 29 سنة)                                    | %3.91                |
| نسبة الإناث بين سن (25 - 29 سنة)                                    | نسبة الإناث بين سن (25 - 29 سنة)                                    | %3.84                |
| نسبة الذكور بين سن (30 - 34 سنة)                                    | نسبة الذكور بين سن (30 - 34 سنة)                                    | %3.59                |
| نسبة الإناث بين سن (30 - 34 سنة)                                    | نسبة الإناث بين سن (30 - 34 سنة)                                    | %3.56                |
| نسبة الذكور بين سن (35 - 39 سنة)                                    | نسبة الذكور بين سن (35 - 39 سنة)                                    | %3.13                |
| نسبة الإناث بين سن (35 - 39 سنة)                                    | نسبة الإناث بين سن (35 - 39 سنة)                                    | %3.04                |
| نسبة الذكور بين سن (40 - 44 سنة)                                    | نسبة الذكور بين سن (40 - 44 سنة)                                    | %2.69                |
| نسبة الإناث بين سن (40 - 44 سنة)                                    | نسبة الإناث بين سن (40 - 44 سنة)                                    | %2.70                |
| نسبة الذكور بين سن (45 - 49 سنة)                                    | نسبة الذكور بين سن (45 - 49 سنة)                                    | %2.26                |
| نسبة الإناث بين سن (45 - 49 سنة)                                    | نسبة الإناث بين سن (45 - 49 سنة)                                    | %2.30                |
| نسبة الذكور بين سن (50 - 54 سنة)                                    | نسبة الذكور بين سن (50 - 54 سنة)                                    | %1.93                |
| نسبة الإناث بين سن (50 - 54 سنة)                                    | نسبة الإناث بين سن (50 - 54 سنة)                                    | %1.97                |
| نسبة الذكور بين سن (55 - 59 سنة)                                    | نسبة الذكور بين سن (55 - 59 سنة)                                    | %1.46                |
| نسبة الإناث بين سن (55 - 59 سنة)                                    | نسبة الإناث بين سن (55 - 59 سنة)                                    | %1.49                |
| نسبة الذكور بين سن (60 - 64 سنة)                                    | نسبة الذكور بين سن (60 - 64 سنة)                                    | %0.87                |
| نسبة الإناث بين سن (60 - 64 سنة)                                    | نسبة الإناث بين سن (60 - 64 سنة)                                    | %1.11                |
| نسبة الذكور بين سن (65 - 69 سنة)                                    | نسبة الذكور بين سن (65 - 69 سنة)                                    | %0.63                |
| نسبة الإناث بين سن (65 - 69 سنة)                                    | نسبة الإناث بين سن (65 - 69 سنة)                                    | %0.76                |
| نسبة الذكور بين سن (70 - 74 سنة)                                    | نسبة الذكور بين سن (70 - 74 سنة)                                    | %0.51                |
| نسبة الإناث بين سن (70 - 74 سنة)                                    | نسبة الإناث بين سن (70 - 74 سنة)                                    | %0.68                |
| نسبة الذكور بين سن (75 - 79 سنة)                                    | نسبة الذكور بين سن (75 - 79 سنة)                                    | %0.24                |
| نسبة الإناث بين سن (75 - 79 سنة)                                    | نسبة الإناث بين سن (75 - 79 سنة)                                    | %0.33                |
| نسبة الذكور بين سن (80 - 84 سنة)                                    | نسبة الذكور بين سن (80 - 84 سنة)                                    | %0.12                |
| نسبة الإناث بين سن (80 - 84 سنة)                                    | نسبة الإناث بين سن (80 - 84 سنة)                                    | %0.016               |
| نسبة الذكور بين سن (85 - 90 سنة)                                    | نسبة الذكور بين سن (85 - 90 سنة)                                    | %0.07                |
| نسبة الإناث بين سن (85 -90 سنة)                                     | نسبة الإناث بين سن (85 -90 سنة)                                     | %0.15                |
| التعليم                                                             |                                                                     |                      |
| نسبة الأمية بين السكان (بشكلٍ عام)                                   | نسبة الأمية بين السكان (بشكلٍ عام)                                   | %15.60               |
| نسبة الأمية بين السكان (10 سنوات فأكثر)                             | نسبة الأمية بين السكان (10 سنوات فأكثر)                             | %15.31               |
| نسبة الإلتحاق بالتعليم الإبتدائي                                    | نسبة الإلتحاق بالتعليم الإبتدائي                                    | 0.%88                |
| نسبة الطلاب الملتحقين بالتعليم (إبتدائي وثانوي)                     | نسبة الطلاب الملتحقين بالتعليم (إبتدائي وثانوي)                     | %51.50               |
| نسبة الطالبات الملتحقات بالتعليم (إبتدائي وثانوي)                   | نسبة الطالبات الملتحقات بالتعليم (إبتدائي وثانوي)                   | %48.50               |
| الحالة الإقتصادية                                                   |                                                                     |                      |
| عدد المنشآت العاملة                                                 | عدد المنشآت العاملة                                                 | 1,311,466            |
| عدد المنشآت العاملة (القطاع الحكومي والعام)                         | عدد المنشآت العاملة (القطاع الحكومي والعام)                         | 290,004              |
| عدد المنشآت العاملة (القطاع الخاص)                                  | عدد المنشآت العاملة (القطاع الخاص)                                  | 1,021,462            |
| نسبة العاملين في القطاع الحكومي والعام                              | نسبة العاملين في القطاع الحكومي والعام                              | %67.0                |
| نسبة النشاط الإقتصادي للقطاع الحكومي والعام                         | نسبة النشاط الإقتصادي للقطاع الحكومي والعام                         | %22.1                |
| نسبة النشاط الإقتصادي للقطاع الخاص (بأنواعه)                        | نسبة النشاط الإقتصادي للقطاع الخاص (بأنواعه)                        | %77.9                |
| نسبة العاملين في القطاع الحكومي والعام (من السكان النشطين اقتصاديًا) | نسبة العاملين في القطاع الحكومي والعام (من السكان النشطين اقتصاديًا) | %38.25               |
| نسبة السكان النشطين اقتصاديًا (15 سنة فأكثر)                         | نسبة السكان النشطين اقتصاديًا (15 سنة فأكثر)                         | %41.61               |
| متوسط دخل الفرد الشهري                                              | متوسط دخل الفرد الشهري                                              | 201,3 ألف دينار      |
| متوسط إنفاق الفرد الشهري                                            | متوسط إنفاق الفرد الشهري                                            | 248,6 ألف دينار      |
| متوسط دخل الأسرة الشهري                                             | متوسط دخل الأسرة الشهري                                             | 1,188 مليون دينار    |
| متوسط إنفاق الأسرة الشهري                                           | متوسط إنفاق الأسرة الشهري                                           | 1,467 دينار عراقي    |
| معدل البطالة بين السكان (15 سنة فأكثر)                              | معدل البطالة بين السكان (15 سنة فأكثر)                              | %13.5                |
| الفقر                                                               |                                                                     |                      |
| نسبة الفقر (عموم العراق)                                            | نسبة الفقر (عموم العراق)                                            | %17.5                |
| قيمة خط الفقر للفرد الواحد شهريًا (عموم العراق)                      | قيمة خط الفقر للفرد الواحد شهريًا (عموم العراق)                      | 136,60 ألف دينار     |
| نسبة فجوة الفقر (عموم العراق)                                       | نسبة فجوة الفقر (عموم العراق)                                       | %3.9                 |
| مؤشر عمق الفقر (عموم العراق)                                        | مؤشر عمق الفقر (عموم العراق)                                        | 1.3                  |
| نسبة الفقر في محافظة دهوك                                           | نسبة الفقر في محافظة دهوك                                           | %14.8                |
| نسبة الفقر في محافظة أربيل                                          | نسبة الفقر في محافظة أربيل                                          | %5.9                 |
| نسبة الفقر في محافظة السليمانية                                     | نسبة الفقر في محافظة السليمانية                                     | %7.9                 |
| نسبة الفقر في محافظة نينوى                                          | نسبة الفقر في محافظة نينوى                                          | %16.5                |
| نسبة الفقر في محافظة كركوك                                          | نسبة الفقر في محافظة كركوك                                          | %9.5                 |
| نسبة الفقر في محافظة صلاح الدين                                     | نسبة الفقر في محافظة صلاح الدين                                     | %18.7                |
| نسبة الفقر في محافظة ديالى                                          | نسبة الفقر في محافظة ديالى                                          | %17.2                |
| نسبة الفقر في محافظة بغداد                                          | نسبة الفقر في محافظة بغداد                                          | %13.5                |
| نسبة الفقر في محافظة واسط                                           | نسبة الفقر في محافظة واسط                                           | %19.3                |
| نسبة الفقر في محافظة الأنبار                                        | نسبة الفقر في محافظة الأنبار                                        | %20.9                |
| نسبة الفقر في محافظة بابل                                           | نسبة الفقر في محافظة بابل                                           | %34.4                |
| نسبة الفقر في محافظة كربلاء                                         | نسبة الفقر في محافظة كربلاء                                         | %19.9                |
| نسبة الفقر في محافظة النجف                                          | نسبة الفقر في محافظة النجف                                          | %25.2                |
| نسبة الفقر في محافظة القادسية                                       | نسبة الفقر في محافظة القادسية                                       | %28.9                |
| نسبة الفقر في محافظة ذي قار                                         | نسبة الفقر في محافظة ذي قار                                         | %14.2                |
| نسبة الفقر في محافظة ميسان                                          | نسبة الفقر في محافظة ميسان                                          | %16.3                |
| نسبة الفقر في محافظة المثنى                                         | نسبة الفقر في محافظة المثنى                                         | %43.6                |
| نسبة الفقر في محافظة البصرة                                         | نسبة الفقر في محافظة البصرة                                         | %27.9                |
| المساكن                                                             |                                                                     |                      |
| عدد الوحدات السكنية                                                 | 10,058,465                                                          | 10,058,465           |
| عدد الوحدات السكنية الأفقية (البيوت)                                | عدد الوحدات السكنية الأفقية (البيوت)                                | 8,038,184            |
| عدد الوحدات السكنية العمودية (الشقق)                                | عدد الوحدات السكنية العمودية (الشقق)                                | 2,020,281            |
| نسبة البيوت السكنية                                                 | نسبة البيوت السكنية                                                 | %92.1                |
| نسبة الشقق السكنية                                                  | نسبة الشقق السكنية                                                  | %6.6                 |
| نسبة المساكن الأخرى (بيوت طينية وخيام)                              | نسبة المساكن الأخرى (بيوت طينية وخيام)                              | %1.3                 |
| نسبة إكتظاط الوحدات السكنية                                         | نسبة إكتظاط الوحدات السكنية                                         | %29.0                |
| المشيدات                                                            |                                                                     |                      |
| عدد المباني                                                         | عدد المباني                                                         | 9,144,940            |
| عدد المباني الحكومية والعامة                                        | عدد المباني الحكومية والعامة                                        | 346,410              |
| عدد المباني الخاصة والأجنبية والتعاونية والهيئات غير الربحية        | عدد المباني الخاصة والأجنبية والتعاونية والهيئات غير الربحية        | 8,586,500            |
| عد المباني الأخرى                                                   | عد المباني الأخرى                                                   | 212,030              |
| الأملاك                                                             |                                                                     |                      |
| نسبة الأسر المالكة للوحدات السكنية                                  | نسبة الأسر المالكة للوحدات السكنية                                  | %72.15               |
| نسبة الأسر المالكة للوحدات السكنية (التي يعيشون فيها)               | نسبة الأسر المالكة للوحدات السكنية (التي يعيشون فيها)               | %77.60               |
| نسبة الأسر المالكة للحيازات الزراعية                                | نسبة الأسر المالكة للحيازات الزراعية                                | %15.50               |
| نسبة الأسر المالكة للحيازات غير الزراعية                            | نسبة الأسر المالكة للحيازات غير الزراعية                            | %8.20                |
| نسبة عدد السكان المالكين للوحدات السكنية الأفقية (البيوت)           | نسبة عدد السكان المالكين للوحدات السكنية الأفقية (البيوت)           | %91.70               |
| نسبة عدد السكان المالكين للوحدات السكنية العمودية (الشقق)           | نسبة عدد السكان المالكين للوحدات السكنية العمودية (الشقق)           | %29.83               |
| الخدمات                                                             |                                                                     |                      |
| نسبة توفر الماء داخل المساكن من المصادر العمومية                    | نسبة توفر الماء داخل المساكن من المصادر العمومية                    | %87                  |
| نسبة توفر الماء داخل المساكن من المصادر الأخرى                      | نسبة توفر الماء داخل المساكن من المصادر الأخرى                      | %13                  |
| نسبة إعتماد السكان على شبكة الكهرباء العمومية                       | نسبة إعتماد السكان على شبكة الكهرباء العمومية                       | %98                  |
| نسبة إعتماد السكان على مصادر الكهرباء الأخرى                        | نسبة إعتماد السكان على مصادر الكهرباء الأخرى                        | %93                  |
| نسبة الأسر التي ترتبط وحداتهم السكنية بشبكة الكهرباء العمومية       | نسبة الأسر التي ترتبط وحداتهم السكنية بشبكة الكهرباء العمومية       | %96.71               |
| نسبة الأسر التي ترتبط وحداتهم السكنية بشبكة الماء العمومية          | نسبة الأسر التي ترتبط وحداتهم السكنية بشبكة الماء العمومية          | %86.48               |
| نسبة الأسر التي ترتبط وحداتهم السكنية بشبكة الصرف الصحي العمومية    | نسبة الأسر التي ترتبط وحداتهم السكنية بشبكة الصرف الصحي العمومية    | %44                  |
| نسبة الأسر التي تعتمد على جامعي النفايات                            | نسبة الأسر التي تعتمد على جامعي النفايات                            | %58                  |
| نسبة الأسر التي تتخلص من النفايات عن طريق حرقها                     | نسبة الأسر التي تتخلص من النفايات عن طريق حرقها                     | %13                  |
| نسبة الأسر التي تتخلص من النفايات بطرق أخرى                         | نسبة الأسر التي تتخلص من النفايات بطرق أخرى                         | %29                  |